# 大罗格
大罗格是德国梅克伦堡-前波莫瑞州的一个市镇。总面积24.34平方公里，总人口661人，其中男性343人，女性318人（2011年12月31日），人口密度27人/平方公里。